# Jussi Rintamäki
Jussi Antero Rintamäki (* 4. Juli 1935 in Ilmajoki; † 21. März 2025 in Hämeenlinna) war ein finnischer Leichtathlet. Der Sprinter feierte seine größten Erfolge im 400-Meter-Hürdenlauf.
Rintamäki, der in seiner Heimatstadt Ilmajoki in Westfinnland zunächst den Vereinen Ilves und Kisailjat angehörte, wurde 1958 zu den Europameisterschaften in Stockholm als Mitglied der 4-mal-400-Meter-Staffel entsandt. Die Staffel überstand aber die Vorrunde nicht. Auch im Hürdenlauf erreichte Rintamäki nicht das Finale. 1960 wurde Rintamäki finnischer 400-Meter-Lauf-Meister und wurde ins Olympiateam für Rom berufen. In Rom startete er beim 400-Meter-Hürdenlaufwettbewerb und kam in das Finale. Dort erreichte er schließlich den fünften Platz beim Sieg des US-Amerikaner Glenn Davis. 1962 nahm er zum zweiten Mal bei Europameisterschaften teil. Sowohl über die 400 Meter Hürden als auch mit der 4-mal-400-Meter-Staffel kam er in Belgrad zum Einsatz. Im Hürdenlauf konnte er das Finale erreichen und wurde hier schließlich Vierter, hinter dem Italiener Salvatore Morale, der mit 49,2 s einen neuen Weltrekord aufstellte, und den beiden Deutschen Jörg Neumann und Helmut Janz. Mit seinem neuen Verein Turun Toverit, für den er nach einer kurzen Mitgliedschaft bei Vaasan Vasama startete, hatte er insgesamt sieben finnische Meistertitel in Staffelläufen erringen können.
In seiner Wettkampfzeit war Rintamäki 1,75 m groß und wog 68 kg.

## Erfolge
400-Meter-Lauf:
- Nordischer Vizemeister 1961

- Finnische Meisterschaften
  - Gold: 1960, 1961 und 1962
  - Silber: 1958 und 1959

400-Meter-Hürdenlauf:
- Nordische Meisterschaften
  - Gold: 1961
  - Bronze: 1963

- Finnischer Meister: 1959, 1960, 1961, 1962 und 1963

4-mal-100-Meter-Staffel:
- Finnischer Meister 1959 (mit Turun Toverit)

4-mal-400-Meter-Staffel:
- Finnischer Meister 1958, 1959, 1960, 1961, 1962 und 1963 (mit Turun Toverit)

## Persönliche Bestleistungen
- 100-Meter-Lauf: 10,9 Sekunden (1961)
- 200-Meter-Lauf: 21,8 Sekunden (1. September 1961 in Hämeenlinna)
- 400-Meter-Lauf: 46,9 Sekunden (9. Juli 1961 in Kouvola)
- 200-Meter-Hürdenlauf: 23,8 Sekunden (17. September 1961 in Turku)
- 400-Meter-Hürdenlauf: 50,8 Sekunden (14. September 1962 in Belgrad)